# Lothar Brühne

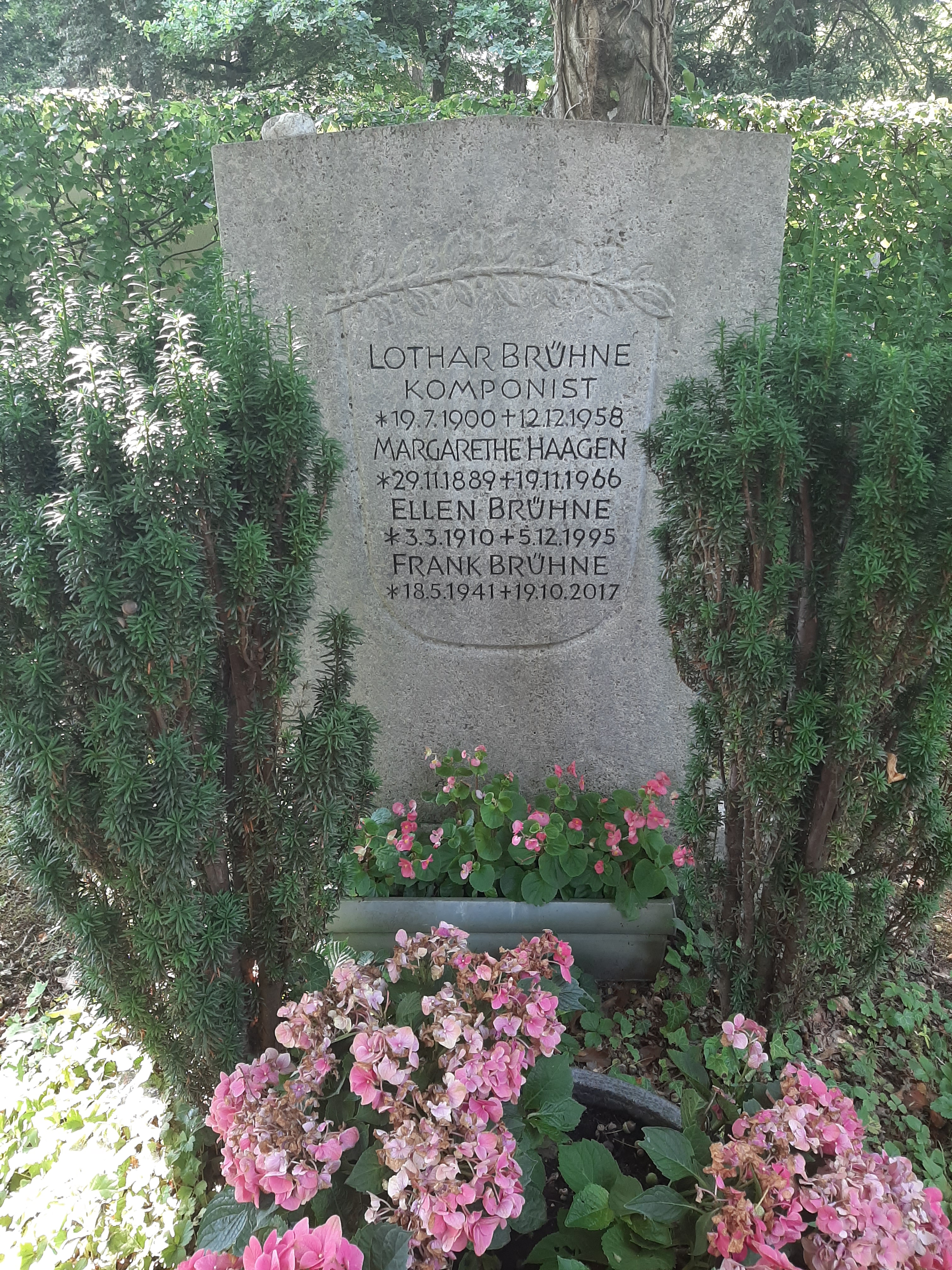
Grabstätte von Lothar Brühne

Lothar Brühne (* 19. Juli 1900 in Berlin; † 12. Dezember 1958 in München) war ein deutscher Filmkomponist, der hauptsächlich für die UFA tätig war. Besonders bekannt wurde er durch zahlreiche Filmschlager, die er für Zarah Leander schrieb. Einige davon wurden auf Deutsch, Schwedisch und Französisch gesungen.

## Leben
Brühne begann als Pianist in Stummfilmorchestern und spielte im Orchester von Bernard Etté. Er arrangierte für Franz Doelle, bevor er 1933 erstmals für den Film tätig wurde: Er schrieb die Musik zu dem von Phil Jutzi gedrehten Kurzfilm Die Goldgrube. Schon bald stieg Brühne zu einem viel beschäftigten Komponisten auf. Brühne stand 1944 in der Gottbegnadeten-Liste des Reichsministeriums für Volksaufklärung und Propaganda.
Nach dem Krieg konnte er seine Karriere nahezu lückenlos fortsetzen, die 1958 mit seinem frühen Tod jäh endete.
Zu seinen künstlerisch bedeutendsten Arbeiten gehören die Kompositionen zu dem von Helmut Käutner inszenierten Melodram Romanze in Moll.
Lothar Brühne war eine Zeit lang mit Vera Brühne verheiratet, deren Fall zu Anfang der 1960er-Jahre in Westdeutschland für großes Aufsehen sorgte.
Seine Grabstätte befindet sich auf dem Waldfriedhof in Grünwald bei München.

## Filmografie (als Komponist)
- 1933: Die Goldgrube
- 1935: Schnitzel fliegt
- 1936: Die Hochzeitsreise
- 1936: In 40 Minuten
- 1936: Stradivaris Schülergeige
- 1937: Brillanten
- 1937: Der Herzensbrecher (Gueule d’amour)
- 1937: Wenn Frauen schweigen
- 1937: Die Bombenidee
- 1937: La Habanera (mit: Der Wind hat mir ein Lied erzählt)
- 1937: Papas Fehltritt
- 1938: Die Nacht der Entscheidung
- 1938: Der Blaufuchs (mit: Kann denn Liebe Sünde sein)
- 1938: Fünf Millionen suchen einen Erben
- 1938: S.O.S. Sahara
- 1939: Befreite Hände
- 1939: Brand im Ozean
- 1939: Der Stammbaum des Dr. Pistorius
- 1939: Eine Frau wie Du
- 1939: Fasching
- 1940: Die keusche Geliebte
- 1940: Feinde
- 1941: Jenny und der Herr im Frack
- 1941: Komödianten
- 1941: Was will Brigitte?
- 1942: Geliebte Welt
- 1942: Ein Zug fährt ab
- 1943: Gefährlicher Frühling
- 1943: Tonelli
- 1943: Romanze in Moll
- 1943: Damals
- 1943: Scherzo: Verwitterte Melodie
- 1944: Orient-Express
- 1944: Dir zuliebe
- 1944: Komm zu mir zurück
- 1944: Seine beste Rolle
- 1944/49: Dreimal Komödie
- 1944/49: Liebesheirat
- 1944/49: Philine
- 1944/50: Die Schuld der Gabriele Rottweil
- 1948: Die kupferne Hochzeit
- 1948: Das verlorene Gesicht
- 1948: Lang ist der Weg
- 1949: Eine große Liebe
- 1950: Der Mann, der zweimal leben wollte
- 1950: Dreizehn unter einem Hut
- 1951: Das seltsame Leben des Herrn Bruggs
- 1951: Frühlingsromanze
- 1951: Die Tat des Anderen
- 1952: Unter den Sternen von Capri
- 1952: Der Weibertausch
- 1952: Bis wir uns wiederseh’n
- 1953: Ich und Du
- 1953: Regina Amstetten
- 1954: Frühlingslied
- 1954: Morgengrauen
- 1954: Meines Vaters Pferde I. Teil Lena und Nicoline
- 1954: Meines Vaters Pferde II. Teil Seine dritte Frau
- 1954: Der Engel mit dem Flammenschwert
- 1955: Ball im Savoy
- 1956: Beichtgeheimnis
- 1956: Ein Herz schlägt für Erika
- 1957: Kleiner Mann – ganz groß
- 1958: Gesucht wird Mörder X (Fernsehfilm)

## Bekannte Schlager
- 1937: Der Wind hat mir ein Lied erzählt, Text Bruno Balz, Interpretin Zarah Leander aus dem Film La Habanera
- 1937: Du kannst es nicht wissen, Text Detlef Sierck, Interpretin Zarah Leander, aus dem Film La Habanera
- 1938: Kann denn Liebe Sünde sein?, Text Bruno Balz, Interpretin Zarah Leander, aus dem Film Der Blaufuchs
- 1938: Von der Pußta will ich träumen, Text Bruno Balz, Interpretin Zarah Leander, aus dem Film Der Blaufuchs
- 1938: Ich brech’ die Herzen der stolzesten Frau’n, Text Bruno Balz, Interpret Heinz Rühmann, aus dem Film Fünf Millionen suchen einen Erben
- 1938: Siehst Du die Sterne?, Text Bruno Balz, Interpretin Pola Negri, aus dem Film Die Nacht der Entscheidung
- 1938: Zeig der Welt nicht dein Herz, Text Bruno Balz, Interpretin Pola Negri, aus dem Film Die Nacht der Entscheidung
- 1943: Jede Nacht ein neues Glück, Text Bruno Balz, Interpretin Zarah Leander, aus dem Film Damals
- 1943: Einen wie Dich könnt' ich lieben, Text Bruno Balz, Interpretin Zarah Leander, aus dem Film Damals